# NES Remix 2
NES Remix 2, anomenat al Japó Famicom Remix 2 (ファミコンリミックス 2, Famikon Rimikkusu 2), o també anomenat no oficialment NES Remix II, és la seqüela de NES Remix, llançat per a Wii U a finals de 2013, i que va sortir el 24 d'abril de 2014 al Japó, i 25 d'abril de 2014 a Amèrica del Nord i a la regió PAL a la Nintendo eShop de Wii U. L'èxit del videojoc NES Remix ha comportat que Nintendo anunciés la seva seqüela digital el 13 de febrer de 2014, en un Nintendo Direct.
El videojoc ocupa 250 MB, i val 1,429 ¥ al Japó, 9,99 € / £ 8,99 a Europa i 14,99 $ a Amèrica.
El videojoc ha estat qualificat per la PEGI europea per a majors de 3 anys amb contingut de violència, la ESRB nord-americana amb una E i amb la descripció de "Mild Fantasy Violence" (Violència Lleu de Fantasia) i amb una A de part de la CERO japonesa.

## Canvis respecte NES Remix
Els desafiaments, sota el nom Game Start, ara estaran basats en els següents videojocs de Famicom/NES o de Famicom Disk System, amb 150 noves etapes i amb nous segells (elements col·leccionables en aconseguir cert rècord en cada desafiament) basats en:
- Dr. Mario
- Ice Hockey
- Kid Icarus
- Kirby's Adventure
- NES Open Tournament Golf
- Metroid
- Punch-Out!!
- Super Mario Bros.: The Lost Levels
- Super Mario Bros. 2
- Super Mario Bros. 3
- Wario's Woods
- Zelda II: The Adventure of Link

A més a més, NES Remix 2 ofereix un mode anomenat Super Luigi Bros., una versió de Super Mario Bros. amb en Luigi com a protagonista. En aquesta edició, els jugadors controlen a través de Luigi versions reflectides dels nivells del joc original, i poden utilitzar un salt més gran.

No obstant això, encara hi ha un tercer mode de joc, anomenat Championship Mode. Segons la informació de la pàgina dedicada a NES Remix 2 en el lloc web de Nintendo d'Amèrica, aquest mode utilitza un sistema de puntuació inspirat en el 1990 Nintendo World Championships, que va abastar, durant els anys 90, vint-i-nou ciutats als Estats Units plenes de desafiaments basats en els jocs de NES. Duu tres reptes diferents, que es completarà en 6 minuts i 21 segons: per exemple, obtenir 50 monedes en Super Mario Bros., completar un circuit a Nintendo World Championship en Rad Racer, i utilitzar el temps restant per fer el millor resultat possible en Tetris. A més de portar més desafiaments als aficionats, el Championship Mode ret un gran homenatge a un dels esdeveniments més famós celebrat per Nintendo als Estats Units. Championship Mode només es pot obrir amb el NES Remix original.
El videojoc tindrà integració amb la xarxa social Miiverse.

## Desenvolupament
El 13 de febrer de 2014, en un Nintendo Direct, es va anunciar NES Remix 2, amb llançament de 24 d'abril de 2014 al Japó (anomenat Famicom Remix 2 allí), i 25 d'abril de 2014 a Amèrica del Nord i a la regió PAL a la Nintendo eShop de Wii U.
El videojoc NES Remix 2 va rebre el 3 d'abril la pàgina web oficial japonesa. La pàgina destaca tots els jocs clàssics de NES que apareixeran, i també parla de la interacció amb Miiverse a través de la col·lecció dels segells. NinEverything a YouTube va fer un recull dels sis vídeos disponibles en el lloc oficial japonès de NES Remix 2. Nintendo World Report va publicar un article amb informació traduïda del lloc japonès, que diu que ofereix més de 150 noves etapes i un centenar de nous títols alliberats segells sobre la base d'un període més avançat de la vida de la NES/Famicom i Famicom Disk System que en NES Remix. NES Remix 2 també porta la integració amb la xarxa social Miiverse., i més de 250 MB de la qualitat del contingut, els modes Super Luigi Bros. i Championship Mode.
Aquestes informacions de Championship Mode es van repetir en una notícia de Nintendo of Europe el 10 d'abril, ensenyant, a més, un tràiler i el seu lloc web oficial. El lloc GameXplain va revelar també dos vídeos relacionats amb el joc; un que explica els desafiaments inèdits del joc i l'altre que parla sobre el mode Super Luigi Bros.. El 14 d'abril de 2014 en surten noves imatges.
A data de dia 15 en surt el lloc web oficial nord-americà, on s'ensenyen els modes del joc, amb els desafiaments nous de NES i Super Luigi Bros. i Championship Mode, a més de les formes d'enviament de rècords mitjançant Miiverse, a més de diversos tràilers i un tema del videojoc que sona.
El lloc web francès Nintendo-Town va donar a conèixer un vídeo el 17 d'abril de 2014 que mostra alguns dels seus reptes inicials. Poc després de completar la fase Remix 1: Stage 1, que demana al jugador guanyar deu enemics amb l'Invencible Mario en l'etapa inicial dels primers Super Mario Bros. 3 (1991), allibera una sèrie d'altres desafiaments temàtics relacionats amb Super Mario Bros. 3, Dr. Mario (1991), Super Mario Bros. 2 (1989), Kirby's Adventure (1993) i Wario's Woods (1995). El vídeo del joc mostra alguns dels temes de les missions de Super Mario Bros. 3, alguns d'ells amb altres tasques simples i d'altres que requereixen una bona dosi d'agilitat i reflexos. El lloc web francès Nintendo-Town va revelar el 19 d'abril, en el seu canal de YouTube, nous tràilers de jugabilitat relacionats amb el joc: sobre Dr. Mario (1991), Kirby's Adventure (1993) i Wario's Woods (1995). El lloc GameXplain ha divulgat un vídeo de jugabilitat que mostra com aconseguir un bon rècord en el nivell 1-1 "congelat" ("Remix II: Stage 7") de Super Mario Bros.: The Lost Levels a NES Remix 2.
Surten nous vídeos sobre NES Remix 2, així com un tràiler enfocat en el mode Remix, que mostra algunes de les barreges més interessants que els aficionats trobaran el joc. Surten tres nous vídeos de jugabilitat revelats per NintenDaan.
Després de ressaltar el mode Remix, Nintendo revela ara alguns dels reptes del clàssic de NES que estaran presents en el joc en un nou tràiler. A més, Nintendo també ha revelat un nou tràiler nord-americà ara basat en el mode Super Luigi Bros..
L'Any d'en Luigi pot haver-se acabat, però sembla que Nintendo encara té ganes d'amagar figures de Luigi en els escenaris dels seus jocs perquè la majoria de fans observadors els trobin. Recordar que a New Super Luigi U s'amaguen més de vuitanta Luigis, un a cada etapa del joc; fins i tot en Super Mario 3D World n'hi ha. Per als que els agrada estar buscant referències a escenaris de Luigi, una bona notícia: el joc està de tornada en NES Remix 2. En un nou vídeo difós per Nintendo el desafiament és trobar la figura oculta de Luigi en el Remix 1: Stage 1.
En la 15a Japan Expo, que se celebra entre el 2 i el 6 al Paris Nord Villeprinte Exhibition Centre de París, s'hi podrà provar el joc. Shigeru Miyamoto, encara que anteriorment hagués anunciat la seva estada, no hi podrà ser per raons familiars.

## Recepció

### Crítica[28]
NintendoWorldReport, amb la millor nota de 85, diu: "Si bé hi ha alguns jocs menys estel·lars entre la barreja de nous títols, és difícil no recomanar NES Remix 2". Cheat Code Central, amb un 82, diu: "Una de les coses és clara amb NES Remix 2. És absolutament superior al NES Remix. La varietat de jocs que s'ofereixen, la inclusió d'una versió modificada de Super Luigi Bros., i Championship Mode per assegurar-ho. No obstant això, el retard que afecta molts dels reptes que pot ser d'índole penal, i és una pena que les qüestions d'emulació són presents.". GameTrailers, amb un 81, diu: "En poques paraules, NES Remix 2 és la seqüela d'una veritable seqüela, amb els jocs més forts, remixes més estranyes i millors bonificacions. Els jugadors a qui els agradaria una lliçó d'història interactiva i qualsevol que tingui afició per la vella escola de Nintendo podria fer molt pitjor que la fabulació aquestes ROM.". Amb un 80, Game Revolution explica: "Després de NES Remix, jo sabia que volia més. NES Remix 2 és definitivament un pas en la direcció correcta, però a causa que ofereix menys partides que el primer Remix (que tenia 16 en oposició a la seqüela amb 12) i no inclou el millor de la primera, encara hi ha un aire de incompletitud d'això.". Destructoid, amb un 80, argumenta "NES Remix 2 és un sòlid de seguiment amb més "must have" de jocs i alguns extres per endolcir el tracte.".
Digital Chumps, amb un 78, diu: "Aquesta és per als fans nostàlgics per aquí que van créixer amb i respecten l'era de 8 bits. Nintendo ha reunit alguns minijocs sòlids i nivells de remescles d'alguns dels seus més forts títols de NES. Trobareu molt que agrada de NES Remix 2. Només vés amb compte amb els moments de frustració de tant en tant.". IGN, amb un 77: "Resulta que els millors jocs no fan necessàriament millors remixes.". GamesBeat amb un 75: "És bo veure que Nintendo està flexionant la força del seu catàleg antic. NES Remix va ser un bon començament, i NES Remix 2 és una millora. Molta gent, inclòs jo, m'encanta aquesta era dels jocs, i aquest joc fa una bona feina de capitalitzar això.".
Amb un 74, Nexus Gaming diu: "No hi ha res particularment sorprenent per NES Remix 2 si no creixes amb qualsevol d'aquests jocs, però per a aquells de vostès que tenen bons records d'aquests jocs, donen NES Remix 1 tir, s'ofereix una breu ràfega d'alguns jugabilitat sublim.". Joystiq, amb un 70: "Desafiaments tendeixen a aconseguir l'equilibri adequat de la brevetat, la biblioteca de jocs és molt variada i sobretot porta el seu edat bé, i les etapes Remix ofereix una borsa molt més interessant i agradable dels trucs que abans.". Edge Magazine, amb un 70: "Selecció superior de NES Remix 2 de jocs significa que ha de mantenir el seu interès, ja que el seu predecessor; poques vegades va a maleir als controls que signifiquen els desafiaments de plataformes més exigents poden ser exasperant per dominar.". GameSpot el qualifica amb un 70: "No hi ha res aquí funciona com un reemplaçament per al material original, però això segueix sent una experiència molt agradable si et recordes de bufar la pols fora dels cartutxos de 8 bits o no.". Amb un 70, ShackNews fa una referència indirecta a Famicom Remix 1 + 2 dient que no sabria què passarà si ajunten les dues versions.
Amb un 60, Metro Game Central opina que "Els jocs dels components són millors que la primera ronda, però menys adequat per al format de mini-joc, el que resulta en dues meitats insatisfactòries del que podria haver estat la compilació retro perfecte." La pitjor nota és un suficient pelat de The Escapist: "El que realment aixafa el joc, però, és el següent: Hi ha enllaços "convenients" a l'eShop per comprar les versions completes dels jocs inclosos dins de NES Remix 2. Per descomptat que no, Nintendo. Per descomptat que no.".

### Vendes
Va ser el videojoc més venut en la setmana del 29 d'abril al 6 de maig de 2014 en les descàrregues a la Nintendo eShop de Wii U. Del 23 al 30 de juliol va ser el 18è.

### Màrqueting

#### "Finding Luigi"
Nintendo ha preparat un nou episodi de "On és en Luigi?" El nou vídeo de NES Remix 2 ara publicat per Nintendo porta un desafiament inquietant: trobar la figura oculta de Luigi a NES Open Tournament Golf (NES, 1992): Stage 1. Aquesta fase té tres missions ràpides i senzilles que culminen en Mario golfista a llençar la pilota lluny amb un fort xut. A veure si troba en aquesta etapa la gorra d'en Luigi, que és més difícil del que sembla, i haurà de tenir un agut sentit d'observació per descobrir on és vostè en aquesta ocasió.
Nintendo el 15 de maig va llançar un nou repte "On és en Luigi?", Aquesta vegada està amagat en l'etapa 12 de la secció de Kirby's Adventure (NES, 1993) en NES Remix 2. En aquesta etapa, en Kirby ha de demostrar la seva vàlua en derrotar l'hàbil Meta Knight en una batalla èpica que rescata un dels moments més memorables de la clàssica aventura de Kirby llançada per la NES. Si bé aquests dos grans guerrers duel de manera èpica sota d'una finestra on es pot veure una lluna groga somrient envoltada per les estrelles, li dona un Luigi entra en escena.
Nintendo el 21 de maig va llançar un nou vídeo de la sèrie "Finding Luigi" ("On és Luigi?") de NES Remix 2, que demana als aficionats trobar la figura oculta d'en Luigi durant un dels reptes més foscos del joc, l'Stage 5 de Zelda II: The Aventure of Link (Family Computer Disk System, 1987 JP / NES, 1988). Mentre en Link valentament derrota una malvada rèplica de si mateix, Luigi va trobar la manera d'infiltrar-se en l'escena, probablement per veure aquesta emocionant batalla més a prop. Per a qualsevol persona que nota la seva presència, va decidir adoptar un camuflatge pel que sembla infal·lible.
En la dotzena sessió dels Espectacles Neko Mario i Neko Peach, es va parlar sobre Famicom Remix 1 + 2 i va fer una nova edició dels vídeos "On és Luigi?", que va revelar un truc per alliberar les etapes avançades del joc més ràpid.
Un altre vídeo de la sèrie "On és Luigi" el 29 de maig va ser llançat per Nintendo, aquesta vegada contra el teló de fons de l'Stage 9 d'Ice Hockey (NES, 1998) al joc de NES Remix 2. Nintendo diu que és possible trobar la figura oculta del lampista en moltes etapes d'aquest joc, i sens dubte els jugadors més observadors han descobert probablement tots, o gairebé tots. En el nou vídeo, Luigi va trobar una manera d'amagar-se, al bell mig d'una disputa entre dos equips d'hoquei, EUA i el Canadà, per veure qui pot fer el punt de la victòria durant el període d'extensió del joc.
En el nou episodi a data de 4 de juny d'"On és Luigi?", ell va trobar una manera d'integrar-se en el paisatge mentre Toad tracta de derrotar a tots els enemics de l'etapa 11 de Super Mario Bros. 2 (NES, 1989).

#### Samarreta del Club Nintendo americà
El 23 de desembre de 2014 al Club Nintendo nord-americà una samarreta basada en NES Remix 2 per 700 monedes, on es mostra Samus Aran destruint uns blocs en un nivell subterrani de Super Mario Bros. (NES).

#### Altres
Amb l'arribada de NES Remix 2 molts jugadors ja estan gaudint dels nous reptes que rescaten bons records retro al llançar una mirada diferent a alguns d'ells. Per a aquells que encara no s'han decidit a comprar el joc, el nou Nintendo Minute, presentat per Kit Ellis i Krysta Yang, pot ajudar molt en la decisió. En aquesta edició, que posen a prova alguns dels minijocs més nostàlgics i curiosos de NES Remix 2 com descongelar blocs de gel per recollir les monedes, derrotar a Iron Knucle, o fins i tot exterminar els virus amb càpsules mèdiques de colors monocromàtics. Al final del vídeo, encara som una petita demostració del mode Super Luigi Bros., a més d'una sorpresa de diversió que implica el passat de Kit Ellis.
Al seu Twitter, Nintendo Espanya va revelar el 24 d'abril algunes imatges sobre NES Remix 2: una on hi diu "en los 80 era más fácil" ("als 80 era més fàcil"), on es fa referència a la dificultat afegida en els desafiaments del joc, i una altra en què es mostren molts sprites del joc.
El director dels jocs NES Remix i NES Remix 2, Koichi Hayashida, vol saber qui pot fer la màxima puntuació possible en el Championship Mode, la manera de joc basat en campionats vells patrocinats per Nintendo, que surt en NES Remix 2 per a les persones que també han comprat el primer NES Remix. Per participar en aquest concurs, és necessari prendre una imatge de la pantalla que mostra la seva puntuació en la manera Championship, i adjuntar com una resposta a la publicació de Miiverse de Hayashida abans del 23 de maig de 2014. Per participar, l'usuari consent ha d'ensenyar el seu registre en altres llocs fora dels Miiverse, com Facebook, per exemple. Qualsevol problema o les oportunitats que es troben les trampes pels jugadors durant el partit s'ha de comunicar a través d'aquesta adreça sota l'assumpte "Miiverse Events Feedback". Hayashida aprofitar l'oportunitat per donar als jugadors un gran consell per al Championship Mode, dient que els qui guanyin suficients punts per entrar en el top 10 a nivell mundial, rebrà un segell únic per utilitzar als missatges de Miiverse.

## Truc
Per al delit dels jugadors que estan atrapats en NES Remix 2, i per aquesta raó, no tenen tots els desafiaments dels jocs de NES per conèixer les etapes més avançades, aquí hi ha algunes bones notícies. El director Koichi Hayashida ha llançat a la xarxa social Miiverse la clau d'un codi secret que allibera una vegada tots els jocs de NES en NES Remix 2. El codi ha de ser introduït a la pantalla de selecció de fases, i la pista va ser donada per Hayashida: STAR TEST CLEAR!.